# Bulbostylis contexta
Bulbostylis contexta är en halvgräsart som först beskrevs av Christian Gottfried Daniel Nees von Esenbeck, och fick sitt nu gällande namn av Pierre Henri Hippolyte Bodard. Bulbostylis contexta ingår i släktet Bulbostylis och familjen halvgräs. Inga underarter finns listade i Catalogue of Life.